# Mas Amat
El Mas Amat és una masia de Girona inclosa a l'Inventari del Patrimoni Arquitectònic de Catalunya.

## Descripció
Edifici de planta rectangular, i consta de planta baixa i primer pis. Cobert amb teulat a dues aigües i carener perpendicular a la façana principal. Restaurada amb el rierencs vistos. Composició simètrica i a la planta baixa porta d'accés amb llinda planera. La flanquegen dues finestres diferents. Al damunt de la porta: balcó de llinda planera i llosana de pedra, flanquejada per dos finestres de llinda planera. La façana es clou per ràfec voltat de teules. Al costat esquerre hi ha una gran pallissa. Hi ha finestres amb motius florals, i les cantonades de la masia són de pedra polida.

## Història
Anomenat antigament la Coma (per ésser el punt més alt de la zona). Documentada l'any 1493. Al 1670 pertanyia al sr. Alemany de Blanes. Abans era de Llàtzer Amat. Pagava cens a la pabordia de Desembre de la catedral.